# Lodmoor
Lodmoor es una reserva natural de la Sociedad Real para la Protección de las Aves situada 1,6 km al este de Weymouth, en Dorset, Inglaterra, cerca de Preston. 

## Descripción
Las aguas abiertas del lago que allí se ubica están rodeadas por marismas saladas y pastizales. La playa de Greenhill y la ruta A353 lo separan de la bahía de Weymouth.